# 独立城 (密苏里州)
独立城（英語：Independence）是位于美国密蘇里州杰克逊县的一座城市，也是该县的县治所在。根据美国普查局2010年统计，共有人口116,830人，其中白人占91.87%、非裔2.59%。它是密苏里州的第五大城市，也是堪萨斯城的一个衛星城市，堪萨斯城都会区的一部分。
独立城被称为“小径的皇后城”，加利福尼亚小径、奧勒岡小徑和圣菲小径的起点都位于该市。独立城也是哈里·S·杜鲁门总统的家乡；哈里·S·杜鲁门总统图书馆暨博物馆位于该市，杜鲁门总统和第一夫人貝絲·杜魯門安葬于此。该市也是後期聖徒運動的圣地，約瑟·斯密在1831年所建的圣殿就位于此处。

## 友好城市
- 日本東村山市